# Ligne de Mór à Pusztavám
La ligne de Mór à Pusztavám ou ligne 5b est une ligne de chemin de fer de Hongrie. Longue de 12 kilomètres, elle est située entièrement dans le district de Mór, au nord-ouest du comitat Fejér dans la région du Transdanubie centrale.
Créée pour le transport du charbon, elle est mise en service dans sa totalité en 1946. Le service des voyageurs ouvert en 1950 est transféré sur route en 1974 et le mauvais état de la voie, du aux mouvements de terrains du fait des mines, est suspendu en 2002.

## Historique
Établie pour le transport du charbon, la ligne est mise en service en deux temps.  En 1936 de Mór à Sztahanov, puis en 1946 le prolongement jusqu'à Pusztavám. 
Le service des voyageurs débute le 1er décembre 1950 et est totalement fermé en 1974.

## Caractéristiques
C'est une courte ligne à voie unique (écartement normal), d'une longueur de 11,8 kilomètres. La vitesse de circulation y est limitée à 10 km/h.
Outre la gare de bifurcation de Mór, elle disposait d'une station terminus Pusztavám et cinq haltes : Mór-Sporttelep, Sztahanov, Mór-Újtelep, Árkipuszta et Pusztavám alsó.

## Exploitation
Le trafic est suspendu, le dernier train de marchandises a circulé en 2002.